# Schathuis
Een schathuis is van oorsprong de veestal die bij een Groninger borg of een Drentse havezate hoorde.
Bij de borgen Verhildersum en Menkemaborg zijn deze schathuizen nog aanwezig. In beide gevallen zijn deze in gebruik als restaurant. Het schathuis bij Verhildersum is niet origineel, maar is het schathuis van de voormalige Saaksumborg, die in 1972 werd afgebroken en weer opgebouwd bij Verhildersum. Bij de voormalige borg Hanckema in Zuidhorn werd het schathuis in 1965 herbouwd.
Scat of skat is Oud-Fries voor vee. Het schathuis was de stal en dus niet, zoals wel wordt verondersteld, de plaats waar het geld van de borg werd bewaard.